# Xösäyen Yamaşev
Yamaşev Xösäyen Minhacetdin ulı (cu litere chirilice: Ямашев Хөсәен Минһаҗетдин улы; în rusă Хусаин Мингазетдинович Ямашев; n. 6/18 ianuarie 1882, Kazan, Imperiul Rus – d. 13 martie 1912, Kazan, Imperiul Rus) a fost un publicist și revoluționar social-democrat tătar. În Tatarstanul sovietic el a fost cunoscut ca „Primul bolșevic tătar”.

## Biografie
Xösäyen Yamaşev s-a născut la Kazan, în familia unui negustor înstărit. A studiat la prestigioasele medrese Märcaniä și Möxämmädiä în anii 1890-1893 și respectiv 1893-1897 și la Liceul Pedagogic pentru profesori tătari în perioada 1897-1902. Acolo a luat contact cu ideile marxiste și a adoptat aceste convingeri ideologice. După ce a fost admis la Universitatea de Stat din Kazan a frecventat în mod regulat cercul marxist. Yamaşev s-a înscris în Partidul Social-Democrat al Muncii din Rusia în ianuarie 1903, iar în 1905 a devenit conducător al grupului tătarilor și membru al comitetului organizației Kazan a partidului.
În timpul Revoluției din 1905 a pregătit o revoltă armată și a organizat cercuri marxiste ale muncitorilor. Xösäyen Yamaşev a tradus literatura marxistă în limba tătară. Broșurile sale „Ürmäküç häm çeben” („Păianjenul și musca”), „Berençe adım” („Primul pas”) și multe altele, precum și pliantele, au fost tipărite în pivnița prietenului său revoluționar Dulat Ali. În ianuarie 1907 Yamaşev a fondat la Orenburg primul ziar bolșevic în limba tătară Ural, care a devenit organ de presă al PSDMR Ural și al comitetului organizației din Ufa. Redactorul-șef oficial al ziarului era soția lui Xösäyen, Xädiçä Yamaşeva. La 27 aprilie 1907 ziarul Ural a fost interzis, iar Yamaşev a fost nevoit să se întoarcă la Kazan. Începând din vara anului 1907 a locuit la Kazan, schimbându-și adesea reședința din motive conspirative. În august 1911 s-a înscris la Facultatea de Drept a Universității din Kazan și în această perioadă a condus cercul tinerilor tătari.
Yamaşev a murit în 1912, din cauza unei hemoragii cerebrale, cu cinci ani înainte de Revoluția Bolșevică. A fost înmormântat în cimitirul Yaña-Tatar. În 1971 a fost instituit în Tatarstan Premiul Xösäyen Yamaşev pentru jurnalism.